# Telipogon gracilipes
Telipogon gracilipes är en orkidéart som beskrevs av Rudolf Schlechter. Telipogon gracilipes ingår i släktet Telipogon och familjen orkidéer.
Artens utbredningsområde är Costa Rica. Inga underarter finns listade i Catalogue of Life.